# Santa Rita (Guam)
Santa Rita (czamorro: Sånta Rita) – okręg administracyjny Guamu i jednocześnie jedna z miejscowości. Okręg ma powierzchnię 44 km², a zamieszkany jest przez 6 084 osób (dane spisowe z 2010).
W okręgu znajduje się port marynarki wojennej USA - Apra Harbor.